# Зоран Шупић
Зоран Шупић (Сарајево, 21. јула 1984) бивши је босанскохерцеговачки фудбалер. Висок је 191 центиметар, а наступао је на позицијама централног одбрамбеног и дефанзивног везног играча. По завршетку играчке каријере, посветио се тренерском послу.

## Трофеји и награде
ОФК Оџаци
- Српска лига Војводина: 2015/16.[5]